# 3822 Segovia
Segovia (asteróide 3822) é um asteróide da cintura principal, a 2,0029431 UA. Possui uma excentricidade de 0,1174371 e um período orbital de 1 248,75 dias (3,42 anos).
Segovia tem uma velocidade orbital média de 19,77111996 km/s e uma inclinação de 2,56164º.
Este asteróide foi descoberto em 21 de Fevereiro de 1988 por Tsutomu Seki.